# سی.اچ. رابینسون
سی. اچ. رابینسون (انگلیسی: C. H. Robinson) شرکت ترابری آمریکایی است، که در سال ۱۹۰۵ تأسیس شد و هم‌اکنون به‌عنوان پنجمین شرکت بزرگ خدمات لجستیک جهان شناخته می‌شود.